# Gary Numan/Diskografie
Diese Diskografie ist eine Übersicht über die musikalischen Werke des britischen Musikers Gary Numan. Den Schallplattenauszeichnungen zufolge hat er bisher mehr als 800.000 Tonträger verkauft. Seine erfolgreichste Veröffentlichung ist die Single Cars mit über 500.000 verkauften Einheiten.

## Alben

### Studioalben
| Jahr | Titel Musiklabel                                                   | Höchstplatzierung, Gesamtwochen, AuszeichnungChartplatzierungen (Jahr, Titel, Musiklabel, Platzierungen, Wochen, Auszeichnungen, Anmerkungen) | Höchstplatzierung, Gesamtwochen, AuszeichnungChartplatzierungen (Jahr, Titel, Musiklabel, Platzierungen, Wochen, Auszeichnungen, Anmerkungen) | Höchstplatzierung, Gesamtwochen, AuszeichnungChartplatzierungen (Jahr, Titel, Musiklabel, Platzierungen, Wochen, Auszeichnungen, Anmerkungen) | Höchstplatzierung, Gesamtwochen, AuszeichnungChartplatzierungen (Jahr, Titel, Musiklabel, Platzierungen, Wochen, Auszeichnungen, Anmerkungen) | Höchstplatzierung, Gesamtwochen, AuszeichnungChartplatzierungen (Jahr, Titel, Musiklabel, Platzierungen, Wochen, Auszeichnungen, Anmerkungen) | Anmerkungen                                                                |
| Jahr | Titel Musiklabel                                                   | DE | AT | CH | UK | US | Anmerkungen                                                                |
| ---- | ------------------------------------------------------------------ | --- | --- | --- | --- | --- | -------------------------------------------------------------------------- |
| 1979 | The Pleasure Principle Beggars Banquet (WEA)                       | — | — | — | UK1 Gold · (22 Wo.)UK | US16 (30 Wo.)US | Erstveröffentlichung: 7. September 1979                                    |
| 1980 | Telekon Beggars Banquet (WEA)                                      | — | — | — | UK1 Gold · (11 Wo.)UK | US64 (10 Wo.)US | Erstveröffentlichung: 5. September 1980                                    |
| 1981 | Dance Beggars Banquet (WEA)                                        | — | — | — | UK3 (8 Wo.)UK | US167 (4 Wo.)US | Erstveröffentlichung: 4. September 1981                                    |
| 1982 | I, Assassin Beggars Banquet (WEA)                                  | — | — | — | UK8 (6 Wo.)UK | — | Erstveröffentlichung: 10. September 1982                                   |
| 1983 | Warriors Beggars Banquet (WEA)                                     | — | — | — | UK12 (6 Wo.)UK | — | Erstveröffentlichung: 16. September 1983                                   |
| 1984 | Berserker Numa Records (PRT Records)                               | — | — | — | UK45 (3 Wo.)UK | — | Erstveröffentlichung: 9. November 1984                                     |
| 1985 | The Fury Numa Records (PRT Records)                                | — | — | — | UK24 (5 Wo.)UK | — | Erstveröffentlichung: September 1985                                       |
| 1986 | Strange Charm Numa Records (PRT Records)                           | — | — | — | UK59 (2 Wo.)UK | — | Erstveröffentlichung: November 1986                                        |
| 1987 | Radio Heart NBR (EMI)                                              | — | — | — | — | — | Erstveröffentlichung: 1987 Radio Heart feat. Gary Numan                    |
| 1988 | Metal Rhythm Illegal Records (PRT Records)                         | — | — | — | UK48 (2 Wo.)UK | — | Erstveröffentlichung: September 1988                                       |
| 1989 | Automatic Polydor (Polydor)                                        | — | — | — | UK59 (1 Wo.)UK | — | Erstveröffentlichung: 26. Juni 1989 Sharpe & Numan, Produzent: Bill Sharpe |
| 1989 | New Anger I.R.S. Records (EMI)                                     | — | — | — | — | — | Erstveröffentlichung: 1989                                                 |
| 1991 | Outland I.R.S. Records (EMI)                                       | — | — | — | UK39 (1 Wo.)UK | — | Erstveröffentlichung: März 1991                                            |
| 1992 | Machine + Soul Numa Records (Pinnacle Records)                     | — | — | — | UK42 (1 Wo.)UK | — | Erstveröffentlichung: Juli 1992                                            |
| 1994 | Sacrifice auch bekannt als: Dawn Numa Records (Pinnacle Records)   | — | — | — | UK94 (1 Wo.)UK | — | Erstveröffentlichung: Oktober 1994                                         |
| 1997 | Exile Eagle Records (Eagle)                                        | — | — | — | UK48 (1 Wo.)UK | — | Erstveröffentlichung: Oktober 1997                                         |
| 2000 | Pure Eagle Records (Eagle)                                         | — | — | — | UK58 (1 Wo.)UK | — | Erstveröffentlichung: Oktober 2000                                         |
| 2006 | Jagged Mortal Records (Cooking Vinyl)                              | — | — | — | UK59 (1 Wo.)UK | — | Erstveröffentlichung: 13. März 2006                                        |
| 2011 | Dead Son Rising Mortal Records (Machine Music)                     | — | — | — | UK87 (1 Wo.)UK | — | Erstveröffentlichung: 15. September 2011                                   |
| 2013 | Splinter – Songs from a Broken Mind Mortal Records (Cooking Vinyl) | — | — | — | UK20 (2 Wo.)UK | US175 (1 Wo.)US | Erstveröffentlichung: 14. Oktober 2013                                     |
| 2017 | Savage (Songs from a Broken World) BMG (BMG)                       | DE87 (1 Wo.)DE | — | CH94 (1 Wo.)CH | UK2 (5 Wo.)UK | US154 (1 Wo.)US | Erstveröffentlichung: 15. September 2017                                   |
| 2021 | Intruder BMG (BMG)                                                 | DE15 (1 Wo.)DE | AT63 (1 Wo.)AT | CH33 (1 Wo.)CH | UK2 (2 Wo.)UK | — | Erstveröffentlichung: 21. Mai 2021                                         |

grau schraffiert: keine Chartdaten aus diesem Jahr verfügbar

### Livealben
| Jahr | Titel Musiklabel                                                            | Höchstplatzierung, Gesamtwochen, AuszeichnungChartplatzierungen (Jahr, Titel, Musiklabel, Platzierungen, Wochen, Auszeichnungen, Anmerkungen) | Höchstplatzierung, Gesamtwochen, AuszeichnungChartplatzierungen (Jahr, Titel, Musiklabel, Platzierungen, Wochen, Auszeichnungen, Anmerkungen) | Höchstplatzierung, Gesamtwochen, AuszeichnungChartplatzierungen (Jahr, Titel, Musiklabel, Platzierungen, Wochen, Auszeichnungen, Anmerkungen) | Höchstplatzierung, Gesamtwochen, AuszeichnungChartplatzierungen (Jahr, Titel, Musiklabel, Platzierungen, Wochen, Auszeichnungen, Anmerkungen) | Höchstplatzierung, Gesamtwochen, AuszeichnungChartplatzierungen (Jahr, Titel, Musiklabel, Platzierungen, Wochen, Auszeichnungen, Anmerkungen) | Anmerkungen                                                         |
| Jahr | Titel Musiklabel                                                            | DE | AT | CH | UK | US | Anmerkungen                                                         |
| ---- | --------------------------------------------------------------------------- | --- | --- | --- | --- | --- | ------------------------------------------------------------------- |
| 1981 | Living Ornaments ’79 Beggars Banquet (WEA)                                  | — | — | — | UK47 (3 Wo.)UK | — | Erstveröffentlichung: April 1981                                    |
| 1981 | Living Ornaments ’80 Beggars Banquet (WEA)                                  | — | — | — | UK39 (3 Wo.)UK | — | Erstveröffentlichung: April 1981                                    |
| 1985 | White Noise Numa Records (PRT Records)                                      | — | — | — | UK29 (5 Wo.)UK | — | Erstveröffentlichung: 27. April 1985 Doppelalbum                    |
| 1988 | Ghost Numa Records (Machine Music)                                          | — | — | — | — | — | Erstveröffentlichung: März 1988                                     |
| 1989 | The Skin Mechanic I.R.S. Records (EMI)                                      | — | — | — | UK55 (1 Wo.)UK | — | Erstveröffentlichung: Oktober 1989                                  |
| 1994 | Dream Corrosion Numa Records (Pinnacle Records)                             | — | — | — | UK86 (1 Wo.)UK | — | Erstveröffentlichung: August 1994 Doppelalbum                       |
| 1995 | Dark Light Numa Records (Pinnacle Records)                                  | — | — | — | — | — | Erstveröffentlichung: Juli 1995                                     |
| 1998 | Living Ornaments ’81 Beggars Banquet (UMG)                                  | — | — | — | — | — | Erstveröffentlichung: Januar 1998 Doppelalbum                       |
| 2003 | Scarred Eagle Records (Eagle)                                               | — | — | — | — | — | Erstveröffentlichung: Januar 2003                                   |
| 2004 | Live at Shepherds Bush Empire Eagle Records (Eagle)                         | — | — | — | — | — | Erstveröffentlichung: März 2004                                     |
| 2004 | Hope Bleeds Mortal Records (Machine Music)                                  | — | — | — | — | — | Erstveröffentlichung: 10. November 2004                             |
| 2005 | Fragment 1/04 Mortal Records (Numan Music)                                  | — | — | — | — | — | Erstveröffentlichung: April 2005                                    |
| 2005 | Fragment 2/04 Mortal Records (Numan Music)                                  | — | — | — | — | — | Erstveröffentlichung: April 2005                                    |
| 2006 | Jagged – Live Mortal Records (Numan Music)                                  | — | — | — | — | — | Erstveröffentlichung: 2006                                          |
| 2008 | Engineers Beggars Banquet (UMG)                                             | — | — | — | — | — | Erstveröffentlichung: 25. Februar 2008                              |
| 2008 | Telekon – Live Mortal Records (Numan Music)                                 | — | — | — | — | — | Erstveröffentlichung: 2008                                          |
| 2009 | Replicas Live Manchester 08-03-2008 Mortal Records (UMG)                    | — | — | — | — | — | Erstveröffentlichung: 8. April 2009                                 |
| 2010 | The Pleasure Principle Live Mortal Records (Machine Music)                  | — | — | — | — | — | Erstveröffentlichung: 18. Oktober 2010                              |
| 2011 | Ghost Stories OTB Records (OTB Records)                                     | — | — | — | — | — | Erstveröffentlichung: 14. November 2011 limitiert auf 129 Exemplare |
| 2012 | Big Noise Transmission Mortal Records (Machine Music)                       | — | — | — | — | — | Erstveröffentlichung: 20. August 2012                               |
| 2013 | Machine Music Live Mortal Records (Machine Music)                           | — | — | — | — | — | Erstveröffentlichung: 17. Juni 2013                                 |
| 2018 | Savage (Live from Brixton Academy) BMG (BMG)                                | — | — | — | UK75 (1 Wo.)UK | — | Erstveröffentlichung: 9. November 2018                              |
| 2019 | When the Sky Came Down (Live at the Bridgewater Hall, Manchester) BMG (BMG) | — | — | — | UK51 (1 Wo.)UK | — | Erstveröffentlichung: 13. Dezember 2019 mit dem Skaparis Orchestra  |
| 2025 | A Perfect Circle: Life BMG (BMG)                                            | DE61 (1 Wo.)DE | — | — | UK34 (1 Wo.)UK | — | Erstveröffentlichung: 25. Juli 2025                                 |

grau schraffiert: keine Chartdaten aus diesem Jahr verfügbar

### Kompilationen
| Jahr | Titel Musiklabel                                                                     | Höchstplatzierung, Gesamtwochen, AuszeichnungChartplatzierungen (Jahr, Titel, Musiklabel, Platzierungen, Wochen, Auszeichnungen, Anmerkungen) | Höchstplatzierung, Gesamtwochen, AuszeichnungChartplatzierungen (Jahr, Titel, Musiklabel, Platzierungen, Wochen, Auszeichnungen, Anmerkungen) | Höchstplatzierung, Gesamtwochen, AuszeichnungChartplatzierungen (Jahr, Titel, Musiklabel, Platzierungen, Wochen, Auszeichnungen, Anmerkungen) | Höchstplatzierung, Gesamtwochen, AuszeichnungChartplatzierungen (Jahr, Titel, Musiklabel, Platzierungen, Wochen, Auszeichnungen, Anmerkungen) | Höchstplatzierung, Gesamtwochen, AuszeichnungChartplatzierungen (Jahr, Titel, Musiklabel, Platzierungen, Wochen, Auszeichnungen, Anmerkungen) | Anmerkungen |
| Jahr | Titel Musiklabel                                                                     | DE | AT | CH | UK | US | Anmerkungen |
| ---- | ------------------------------------------------------------------------------------ | --- | --- | --- | --- | --- | --- |
| 1981 | Photograph – The Best of Beggars Banquet (Numan Music)                               | — | — | — | — | — | Erstveröffentlichung: Januar 1981 |
| 1982 | New Man Numan – The Best of Gary Numan TV Records (WEA)                              | — | — | — | UK45 (7 Wo.)UK | — | Erstveröffentlichung: 1982 |
| 1985 | 1978 / 1979 Beggars Banquet (Numan Music)                                            | — | — | — | — | — | Erstveröffentlichung: April 1985 mit Tubeway Army                                                                                           |
| 1987 | Exhibition Beggars Banquet (Numan Music)                                             | — | — | — | UK43 (3 Wo.)UK | — | Erstveröffentlichung: 14. September 1987 |
| 1989 | Double Peel Session Strange Fruit (Pinnacle)                                         | — | — | — | — | — | Erstveröffentlichung: 1989 mit Tubeway Army                                                                                                 |
| 1992 | Isolate (The Numa Years) Numa Music (Pinnacle)                                       | — | — | — | — | — | Erstveröffentlichung: 1992 |
| 1992 | The Other Side of … Gary Numan Receiver Records (Receiver)                           | — | — | — | — | — | Erstveröffentlichung: 1992 |
| 1993 | The Best of Gary Numan 1978–1983 Beggars Banquet (Numan Music)                       | — | — | — | UK70 (1 Wo.)UK | — | Erstveröffentlichung: September 1993 |
| 1994 | Here I Am Receiver Records (Receiver)                                                | — | — | — | — | — | Erstveröffentlichung: August 1994 |
| 1995 | Human Numa Records (PRT Records)                                                     | — | — | — | — | — | Erstveröffentlichung: 1995 mit Michael R Smith; Kollektion kurzer Instrumentalstücke, welche Teilweise in späteren Liedern verwendet wurden |
| 1995 | Babylon 1 Salvation Records (Numan Music)                                            | — | — | — | — | — | Erstveröffentlichung: November 1995 |
| 1995 | Babylon 2 Salvation Records (Numan Music)                                            | — | — | — | — | — | Erstveröffentlichung: November 1995 |
| 1995 | Babylon 3 Salvation Records (Numan Music)                                            | — | — | — | — | — | Erstveröffentlichung: November 1995 |
| 1995 | Babylon 4 Salvation Records (Numan Music)                                            | — | — | — | — | — | Erstveröffentlichung: November 1995 |
| 1995 | Babylon 5 Salvation Records (Numan Music)                                            | — | — | — | — | — | Erstveröffentlichung: November 1995 |
| 1995 | Babylon 6 Salvation Records (Numan Music)                                            | — | — | — | — | — | Erstveröffentlichung: November 1995 |
| 1995 | Babylon 7 Salvation Records (Numan Music)                                            | — | — | — | — | — | Erstveröffentlichung: November 1995 |
| 1996 | The Premier Hits Beggars Banquet (Numan Music)                                       | — | — | — | UK21 Silber · (3 Wo.)UK | — | Erstveröffentlichung: 18. März 1996 mit Tubeway Army                                                                                        |
| 1996 | Time to Die Receiver Records (Receiver)                                              | — | — | — | — | — | Erstveröffentlichung: 1996 |
| 1996 | The Best of Gary Numan 1984–1992 Receiver Records (Receiver)                         | — | — | — | — | — | Erstveröffentlichung: 1996 |
| 1996 | The Sleeproom Receiver Records (Receiver)                                            | — | — | — | — | — | Erstveröffentlichung: 1996 |
| 1997 | The Premier Hits Culture Press (Numan Music)                                         | — | — | — | — | — | Erstveröffentlichung: 1997 |
| 1998 | Remodulate: The Numan Chronicles 1984–1995 Cleopatra (Eagle)                         | — | — | — | — | — | Erstveröffentlichung: 1998 |
| 1999 | The Radio One Recordings auch bekannt als: The BBC Sessions Strange Fruit (Pinnacle) | — | — | — | — | — | Erstveröffentlichung: 1999 |
| 2002 | Exposure – The Best of Gary Numan 1977–2002 Jagged Halo (UMG)                        | — | — | — | UK44 (2 Wo.)UK | — | Erstveröffentlichung: Juni 2002 |

grau schraffiert: keine Chartdaten aus diesem Jahr verfügbar

### Remixalben
| Jahr | Titel Musiklabel                                                  | Höchstplatzierung, Gesamtwochen, AuszeichnungChartplatzierungen (Jahr, Titel, Musiklabel, Platzierungen, Wochen, Auszeichnungen, Anmerkungen) | Höchstplatzierung, Gesamtwochen, AuszeichnungChartplatzierungen (Jahr, Titel, Musiklabel, Platzierungen, Wochen, Auszeichnungen, Anmerkungen) | Höchstplatzierung, Gesamtwochen, AuszeichnungChartplatzierungen (Jahr, Titel, Musiklabel, Platzierungen, Wochen, Auszeichnungen, Anmerkungen) | Höchstplatzierung, Gesamtwochen, AuszeichnungChartplatzierungen (Jahr, Titel, Musiklabel, Platzierungen, Wochen, Auszeichnungen, Anmerkungen) | Höchstplatzierung, Gesamtwochen, AuszeichnungChartplatzierungen (Jahr, Titel, Musiklabel, Platzierungen, Wochen, Auszeichnungen, Anmerkungen) | Anmerkungen                                                   |
| Jahr | Titel Musiklabel                                                  | DE | AT | CH | UK | US | Anmerkungen                                                   |
| ---- | ----------------------------------------------------------------- | --- | --- | --- | --- | --- | ------------------------------------------------------------- |
| 1996 | Techno Army When! Recordings (Castle Communications)              | — | — | — | — | — | Erstveröffentlichung: April 1996 Techno Army feat. Gary Numan |
| 1997 | Random (02) Mixes of Gary Numan Beggars Banquet (Beggars Banquet) | — | — | — | — | — | Erstveröffentlichung: 1997                                    |
| 1998 | The Mix Cleopatra (Cleopatra)                                     | — | — | — | — | — | Erstveröffentlichung: 1998                                    |
| 2003 | Hybrid Jagged Halo (UMG)                                          | — | — | — | UK99 (1 Wo.)UK | — | Erstveröffentlichung: Februar 2003                            |
| 2008 | Jagged Edge Mortal Records (Numan Music)                          | — | — | — | — | — | Erstveröffentlichung: 17. Juli 2008                           |
| 2012 | Dead Moon Falling Mortal Records (Machine Music)                  | — | — | — | — | — | Erstveröffentlichung: 14. Dezember 2012                       |

### Soundtracks
| Jahr | Titel Musiklabel                                                   | Anmerkungen                                          |
| ---- | ------------------------------------------------------------------ | ---------------------------------------------------- |
| 1994 | The Radial Pair (Video Soundtrack) Salvation Records (Numan Music) | Erstveröffentlichung: August 1994                    |
| 2014 | From Inside O.S.T. Lakeshore Records (Numan Music)                 | Erstveröffentlichung: 7. Oktober 2014 mit Ade Fenton |

### EPs
| Jahr | Titel Musiklabel                                      | Höchstplatzierung, Gesamtwochen, AuszeichnungChartplatzierungen (Jahr, Titel, Musiklabel, Platzierungen, Wochen, Auszeichnungen, Anmerkungen) | Höchstplatzierung, Gesamtwochen, AuszeichnungChartplatzierungen (Jahr, Titel, Musiklabel, Platzierungen, Wochen, Auszeichnungen, Anmerkungen) | Höchstplatzierung, Gesamtwochen, AuszeichnungChartplatzierungen (Jahr, Titel, Musiklabel, Platzierungen, Wochen, Auszeichnungen, Anmerkungen) | Höchstplatzierung, Gesamtwochen, AuszeichnungChartplatzierungen (Jahr, Titel, Musiklabel, Platzierungen, Wochen, Auszeichnungen, Anmerkungen) | Höchstplatzierung, Gesamtwochen, AuszeichnungChartplatzierungen (Jahr, Titel, Musiklabel, Platzierungen, Wochen, Auszeichnungen, Anmerkungen) | Anmerkungen                                        |
| Jahr | Titel Musiklabel                                      | DE | AT | CH | UK | US | Anmerkungen                                        |
| ---- | ----------------------------------------------------- | --- | --- | --- | --- | --- | -------------------------------------------------- |
| 1985 | 1978 / 1979, Volume 2 Beggard Banquet (WEA)           | — | — | — | UK82 (2 Wo.)UK | — | Erstveröffentlichung: März 1985                    |
| 1985 | 1978 / 1979, Volume 3 Beggard Banquet (WEA)           | — | — | — | UK76 (2 Wo.)UK | — | Erstveröffentlichung: März 1985                    |
| 1985 | The Live-EP Numa Records (PRT Records)                | — | — | — | UK27 (4 Wo.)UK | — | Erstveröffentlichung: März 1985                    |
| 1989 | Selection Beggars Banquet (Numan Music)               | — | — | — | — | — | Erstveröffentlichung: November 1989                |
| 1994 | Dream Corrosion (The Live-EP) Numa Records (Pinnacle) | — | — | — | UK95 (1 Wo.)UK | — | Erstveröffentlichung: August 1994                  |
| 1995 | Dark Light (The Live-EP) Numa Records (Pinnacle)      | — | — | — | UK92 (1 Wo.)UK | — | Erstveröffentlichung: Mai 1995                     |
| 2010 | Replicas: Mixes + Versions Beggars Banquet (UMG)      | — | — | — | — | — | Erstveröffentlichung: Januar 2010 mit Tubeway Army |

## Singles

### Als Leadmusiker
| Jahr | Titel Album                              | Höchstplatzierung, Gesamtwochen, AuszeichnungChartplatzierungen (Jahr, Titel, Album, Platzierungen, Wochen, Auszeichnungen, Anmerkungen) | Höchstplatzierung, Gesamtwochen, AuszeichnungChartplatzierungen (Jahr, Titel, Album, Platzierungen, Wochen, Auszeichnungen, Anmerkungen) | Höchstplatzierung, Gesamtwochen, AuszeichnungChartplatzierungen (Jahr, Titel, Album, Platzierungen, Wochen, Auszeichnungen, Anmerkungen) | Höchstplatzierung, Gesamtwochen, AuszeichnungChartplatzierungen (Jahr, Titel, Album, Platzierungen, Wochen, Auszeichnungen, Anmerkungen) | Höchstplatzierung, Gesamtwochen, AuszeichnungChartplatzierungen (Jahr, Titel, Album, Platzierungen, Wochen, Auszeichnungen, Anmerkungen) | Anmerkungen                                                                           |
| Jahr | Titel Album                              | DE | AT | CH | UK | US | Anmerkungen                                                                           |
| ---- | ---------------------------------------- | --- | --- | --- | --- | --- | ------------------------------------------------------------------------------------- |
| 1979 | Cars The Pleasure Principle              | DE45 (1 Wo.)DE | — | — | UK1 Gold · (11 Wo.)UK | US9 (25 Wo.)US | Erstveröffentlichung: August 1979                                                     |
| 1979 | Complex The Pleasure Principle           | — | — | — | UK6 Silber · (9 Wo.)UK | — | Erstveröffentlichung: November 1979                                                   |
| 1980 | We Are Glass –                           | — | — | — | UK5 (7 Wo.)UK | — | Erstveröffentlichung: Mai 1980                                                        |
| 1980 | I Die: You Die –                         | — | — | — | UK6 (7 Wo.)UK | — | Erstveröffentlichung: August 1980                                                     |
| 1980 | Remember I Was Vapour (Live) –           | — | — | — | — | — | Erstveröffentlichung: September 1980                                                  |
| 1980 | This Wreckage Telekon                    | — | — | — | UK20 (7 Wo.)UK | — | Erstveröffentlichung: Dezember 1980                                                   |
| 1980 | Remind Me to Smile Telekon               | — | — | — | — | — | Erstveröffentlichung: 1980                                                            |
| 1981 | Stormtrooper in Drag –                   | — | — | — | UK49 (4 Wo.)UK | — | Erstveröffentlichung: Juli 1981 mit Paul Gardiner                                     |
| 1981 | She’s Got Claws Dance                    | — | — | — | UK6 (6 Wo.)UK | — | Erstveröffentlichung: 21. August 1981                                                 |
| 1982 | Music for Chameleons I, Assassin         | — | — | — | UK19 (7 Wo.)UK | — | Erstveröffentlichung: März 1982                                                       |
| 1982 | We Take Mystery (To Bed) I, Assassin     | — | — | — | UK9 (4 Wo.)UK | — | Erstveröffentlichung: Juni 1981                                                       |
| 1982 | White Boys and Heroes I, Assassin        | — | — | — | UK20 (4 Wo.)UK | — | Erstveröffentlichung: 20. August 1982                                                 |
| 1983 | Warriors                                 | — | — | — | UK20 (5 Wo.)UK | — | Erstveröffentlichung: August 1983                                                     |
| 1983 | Sister Surprise Warriors                 | — | — | — | UK32 (3 Wo.)UK | — | Erstveröffentlichung: Oktober 1983                                                    |
| 1984 | Berserker                                | — | — | — | UK32 (5 Wo.)UK | — | Erstveröffentlichung: 26. Oktober 1984                                                |
| 1984 | My Dying Machine Berserker               | — | — | — | UK86 (3 Wo.)UK | — | Erstveröffentlichung: Dezember 1984                                                   |
| 1985 | Change Your Mind Automatic               | — | — | — | UK17 (8 Wo.)UK | — | Erstveröffentlichung: Januar 1985 Sharpe & Numan                                      |
| 1985 | Your Fascination The Fury                | — | — | — | UK46 (5 Wo.)UK | — | Erstveröffentlichung: Juli 1985                                                       |
| 1985 | Call Out the Dogs The Fury               | — | — | — | UK49 (2 Wo.)UK | — | Erstveröffentlichung: September 1985                                                  |
| 1985 | Miracles The Fury                        | — | — | — | UK49 (3 Wo.)UK | — | Erstveröffentlichung: November 1985                                                   |
| 1986 | This Is Love Strange Charm               | — | — | — | UK28 (3 Wo.)UK | — | Erstveröffentlichung: April 1986                                                      |
| 1986 | I Can’t Stop Strange Charm               | — | — | — | UK27 (4 Wo.)UK | — | Erstveröffentlichung: Juni 1986                                                       |
| 1986 | New Thing from London Town Strange Charm | — | — | — | UK52 (3 Wo.)UK | — | Erstveröffentlichung: September 1986 Sharpe & Numan                                   |
| 1986 | I Still Remember The Fury                | — | — | — | UK74 (6 Wo.)UK | — | Erstveröffentlichung: November 1986                                                   |
| 1987 | Radio Heart                              | — | — | — | UK35 (6 Wo.)UK | — | Erstveröffentlichung: 1987 Radio Heart feat. Gary Numan                               |
| 1987 | London Times Radio Heart                 | — | — | — | UK48 (4 Wo.)UK | — | Erstveröffentlichung: 1987 Radio Heart feat. Gary Numan                               |
| 1987 | Cars (’E’ Reg Model) –                   | — | — | — | UK16 (7 Wo.)UK | — | Erstveröffentlichung: Februar 1987 Remix: Zeus B. Held                                |
| 1987 | All Across the Nation Radio Heart        | — | — | — | UK81 (4 Wo.)UK | — | Erstveröffentlichung: 1987 Radio Heart feat. Gary Numan                               |
| 1988 | No More Lies Automatic                   | — | — | — | UK34 (3 Wo.)UK | — | Erstveröffentlichung: 18. Januar 1988 Sharpe & Numan                                  |
| 1988 | New Anger Metal Rhythm                   | — | — | — | UK46 (2 Wo.)UK | — | Erstveröffentlichung: 1988                                                            |
| 1988 | America Metal Rhythm                     | — | — | — | UK49 (2 Wo.)UK | — | Erstveröffentlichung: November 1988                                                   |
| 1989 | I’m on Automatic –                       | — | — | — | UK44 (2 Wo.)UK | — | Erstveröffentlichung: 22. Mai 1989 Sharpe & Numan                                     |
| 1991 | Heart Outland                            | — | — | — | UK43 (2 Wo.)UK | — | Erstveröffentlichung: 4. März 1991                                                    |
| 1991 | Emotion Outland                          | — | — | — | — | — | Erstveröffentlichung: September 1991                                                  |
| 1992 | The Skin Game Machine + Soul             | — | — | — | UK68 (1 Wo.)UK | — | Erstveröffentlichung: März 1992                                                       |
| 1992 | Machine + Soul                           | — | — | — | UK72 (1 Wo.)UK | — | Erstveröffentlichung: Juli 1992                                                       |
| 1993 | Cars ’93 Speed (Soundtrack)              | — | — | — | UK53 (1 Wo.)UK | — | Erstveröffentlichung: Juli 1993 mit Tubeway Army Remix: Charles Pierre, Francis Usmar |
| 1994 | Like a Refugee (I Won’t Cry) –           | — | — | — | UK78 (1 Wo.)UK | — | Erstveröffentlichung: April 1994 mit Dadadang                                         |
| 1994 | A Question of Faith Sacrifice            | — | — | — | UK88 (1 Wo.)UK | — | Erstveröffentlichung: 1994                                                            |
| 1995 | Absolution Exile                         | — | — | — | UK91 (1 Wo.)UK | — | Erstveröffentlichung: März 1995                                                       |
| 1996 | Cars (Premier Mix) The Premier Hits      | — | — | — | UK17 (4 Wo.)UK | — | Erstveröffentlichung: März 1996 Remix: Zeus B. Held                                   |
| 1997 | Cars ’97 –                               | — | — | — | — | — | Erstveröffentlichung: 1997 Remixe: Witchman, Astral Body                              |
| 1997 | Magic –                                  | — | — | — | — | — | Erstveröffentlichung: 1997                                                            |
| 1998 | Dominion Day Exile                       | — | — | — | UK89 (1 Wo.)UK | — | Erstveröffentlichung: 6. April 1998                                                   |
| 2002 | Rip Hybrid                               | — | — | — | UK29 (2 Wo.)UK | — | Erstveröffentlichung: 2002                                                            |
| 2003 | Crazier Hybrid                           | — | — | — | UK13 (3 Wo.)UK | — | Erstveröffentlichung: 2003 Gary Numan vs. Rico                                        |
| 2006 | In a Dark Place Jagged                   | — | — | — | UK63 (1 Wo.)UK | — | Erstveröffentlichung: 17. Juli 2006                                                   |
| 2007 | The Leather Sea Artificial Perfect       | — | — | — | UK72 (1 Wo.)UK | — | Erstveröffentlichung: 27. Juli 2007 Gary Numan vs. Ade Fenton                         |

### Als Gastmusiker
| Jahr | Titel Album                                 | Höchstplatzierung, Gesamtwochen, AuszeichnungChartplatzierungen (Jahr, Titel, Album, Platzierungen, Wochen, Auszeichnungen, Anmerkungen) | Höchstplatzierung, Gesamtwochen, AuszeichnungChartplatzierungen (Jahr, Titel, Album, Platzierungen, Wochen, Auszeichnungen, Anmerkungen) | Höchstplatzierung, Gesamtwochen, AuszeichnungChartplatzierungen (Jahr, Titel, Album, Platzierungen, Wochen, Auszeichnungen, Anmerkungen) | Höchstplatzierung, Gesamtwochen, AuszeichnungChartplatzierungen (Jahr, Titel, Album, Platzierungen, Wochen, Auszeichnungen, Anmerkungen) | Höchstplatzierung, Gesamtwochen, AuszeichnungChartplatzierungen (Jahr, Titel, Album, Platzierungen, Wochen, Auszeichnungen, Anmerkungen) | Anmerkungen                                                       |
| Jahr | Titel Album                                 | DE | AT | CH | UK | US | Anmerkungen                                                       |
| ---- | ------------------------------------------- | --- | --- | --- | --- | --- | ----------------------------------------------------------------- |
| 1981 | Love Needs No Disguise For Future Reference | — | — | — | UK33 (7 Wo.)UK | — | Erstveröffentlichung: 27. November 1981 Dramatis feat. Gary Numan |
| 1994 | Are Friends Electric –                      | — | — | — | — | — | Erstveröffentlichung: 1994 Generator feat. Gary Numan             |
| 1996 | Radio –                                     | — | — | — | — | — | Erstveröffentlichung: 1996 “NRG” Inc. feat. Gary Numan            |
| 2003 | Pray for You Eargasm                        | — | — | — | UK89 (2 Wo.)UK | — | Erstveröffentlichung: November 2003 Plump DJs feat. Gary Numan    |
| 2007 | Healing –                                   | — | — | — | — | — | Erstveröffentlichung: 27. April 2007 Ade Fenton vs. Gary Numan    |
| 2012 | Pleasure in Heaven Man Made Machine         | — | — | — | — | — | Erstveröffentlichung: 31. Oktober 2012 Motor feat. Gary Numan     |

## Videoalben
| Jahr | Titel                                               | Höchstplatzierung, Gesamtwochen, AuszeichnungChartplatzierungen (Jahr, Titel, Platzierungen, Wochen, Auszeichnungen, Anmerkungen) | Höchstplatzierung, Gesamtwochen, AuszeichnungChartplatzierungen (Jahr, Titel, Platzierungen, Wochen, Auszeichnungen, Anmerkungen) | Höchstplatzierung, Gesamtwochen, AuszeichnungChartplatzierungen (Jahr, Titel, Platzierungen, Wochen, Auszeichnungen, Anmerkungen) | Höchstplatzierung, Gesamtwochen, AuszeichnungChartplatzierungen (Jahr, Titel, Platzierungen, Wochen, Auszeichnungen, Anmerkungen) | Höchstplatzierung, Gesamtwochen, AuszeichnungChartplatzierungen (Jahr, Titel, Platzierungen, Wochen, Auszeichnungen, Anmerkungen) | Anmerkungen                             |
| Jahr | Titel                                               | DE | AT | CH | UK | US | Anmerkungen                             |
| ---- | --------------------------------------------------- | --- | --- | --- | --- | --- | --------------------------------------- |
| 1980 | The Touring Principle ’79                           | — | — | — | — | — | Erstveröffentlichung: 14. April 1980    |
| 1982 | Micromusic                                          | — | — | — | UK8 (2 Wo.)UK | — | Erstveröffentlichung: April 1982        |
| 1985 | Berserker auch bekannt als: Cold Warning            | — | — | — | — | — | Erstveröffentlichung: 1985              |
| 1992 | Shadow Man                                          | — | — | — | — | — | Erstveröffentlichung: 1992              |
| 2003 | In Concert                                          | — | — | — | — | — | Erstveröffentlichung: August 2003       |
| 2004 | Hope Bleeds                                         | — | — | — | UK41 (1 Wo.)UK | — | Erstveröffentlichung: 10. November 2004 |
| 2011 | Decoder                                             | — | — | — | — | — | Erstveröffentlichung: 9. Mai 2011       |
| 2012 | Machine Music The Best of Gary Numan                | — | — | — | UK10 (3 Wo.)UK | — | Erstveröffentlichung: 2012              |
| 2012 | Big Noise Transmission                              | — | — | — | UK9 (2 Wo.)UK | — | Erstveröffentlichung: 20. August 2012   |
| 2016 | Reinvention                                         | — | — | — | UK1 (4 Wo.)UK | — | Erstveröffentlichung: 2016              |
| 2017 | Legacy - Live Liverpool Olympia September 16th 2016 | — | — | — | UK3 (5 Wo.)UK | — | Erstveröffentlichung: 2017              |

grau schraffiert: keine Chartdaten aus diesem Jahr verfügbar

## Boxsets
| Jahr | Titel                                                           | Höchstplatzierung, Gesamtwochen, AuszeichnungChartplatzierungen (Jahr, Titel, Platzierungen, Wochen, Auszeichnungen, Anmerkungen) | Höchstplatzierung, Gesamtwochen, AuszeichnungChartplatzierungen (Jahr, Titel, Platzierungen, Wochen, Auszeichnungen, Anmerkungen) | Höchstplatzierung, Gesamtwochen, AuszeichnungChartplatzierungen (Jahr, Titel, Platzierungen, Wochen, Auszeichnungen, Anmerkungen) | Höchstplatzierung, Gesamtwochen, AuszeichnungChartplatzierungen (Jahr, Titel, Platzierungen, Wochen, Auszeichnungen, Anmerkungen) | Höchstplatzierung, Gesamtwochen, AuszeichnungChartplatzierungen (Jahr, Titel, Platzierungen, Wochen, Auszeichnungen, Anmerkungen) | Anmerkungen                      |
| Jahr | Titel                                                           | DE | AT | CH | UK | US | Anmerkungen                      |
| ---- | --------------------------------------------------------------- | --- | --- | --- | --- | --- | -------------------------------- |
| 1981 | Living Ornaments ’79 and ’80 Beggars Banquet (WEA)              | — | — | — | UK2 (4 Wo.)UK | — | Erstveröffentlichung: April 1981 |
| 1987 | Tubeway Army / Dance Beggars Banquet (Numan Music)              | — | — | — | — | — | Erstveröffentlichung: 1987       |
| 1987 | Replicas / The Plan Beggars Banquet (Numan Music)               | — | — | — | — | — | Erstveröffentlichung: 1987       |
| 1987 | The Pleasure Principle / Warriors Beggars Banquet (Numan Music) | — | — | — | — | — | Erstveröffentlichung: 1987       |
| 1987 | Telekon / I, Assassin Beggars Banquet (Numan Music)             | — | — | — | — | — | Erstveröffentlichung: 1987       |
| 1996 | The Story so Far Receiver Records (Receiver)                    | — | — | — | — | — | Erstveröffentlichung: Juni 1996  |
| 1998 | The Numa Years Eagle Records (Eagle)                            | — | — | — | — | — | Erstveröffentlichung: 1998       |

grau schraffiert: keine Chartdaten aus diesem Jahr verfügbar

## Promoveröffentlichungen
| Jahr | Titel Album                         | Anmerkungen                                                  |
| ---- | ----------------------------------- | ------------------------------------------------------------ |
| 1984 | This Is My Life The Plan            | Erstveröffentlichung: September 1984 mit Tubeway Army        |
| 1991 | My World Storm Outland              | Erstveröffentlichung: 1991                                   |
| 2004 | Metal –                             | Erstveröffentlichung: 2004 Afrika Bambaataa feat. Gary Numan |
| 2007 | Little Invitro Pure                 | Erstveröffentlichung: 2007                                   |
| 2008 | Replicas 2008 Tour Edit –           | Erstveröffentlichung: 25. Februar 2008 mit Tubeway Army      |
| 2011 | The Fall Dead Son Rising            | Erstveröffentlichung: 2011                                   |
| 2014 | Here in the Black (Early Version) – | Erstveröffentlichung: 2014                                   |

## Sonderveröffentlichungen

### Kompilationen
| Jahr | Titel Musiklabel                                                                                      | Anmerkungen                                                            |
| ---- | --- | ---------------------------------------------------------------------- |
| 1989 | The Collection Beggars Banquet (WEA)                                                                  | Erstveröffentlichung: Oktober 1989 Teil der Reihe The Collector Series |
| 1992 | Document Series Presents – Classic Hits & Album Tracks 1978–1983 Connoisseur Collection (Numan Music) | Erstveröffentlichung: 1992 Teil der Reihe Document Series              |
| 1996 | Archive Rialto (Numan Music)                                                                          | Erstveröffentlichung: 1996 Teil der Reihe Archive Series               |
| 1997 | Gary Numan Vol. 2 Rialto (Numan Music)                                                                | Erstveröffentlichung: 1997 Teil der Reihe Archive Series               |

### Interviewalben
- 1986: Images One & Two
- 1987: Images Three & Four
- 1987: Images Five & Six
- 1987: Images Seven & Eight
- 1988: Images Nine & Ten
- 1994: Images Eleven (Autobiografie)
- 2006: Eko
- 2006: Small Black Box
- 2008: Replicant

### Boxsets
| Jahr | Titel Musiklabel                                        | Anmerkungen                                                      |
| ---- | ------------------------------------------------------- | ---------------------------------------------------------------- |
| 1982 | Replicas / The Pleasure Principle Beggars Banquet (WEA) | Erstveröffentlichung: 1982 Teil der Reihe 2on1, mit Tubeway Army |

## Statistik

### Chartauswertung
|                     | DE    | AT    | CH    | UK     | US    |
| ------------------- | ----- | ----- | ----- | ------ | ----- |
| Nummer-eins-Alben   | DE—DE | AT—AT | CH—CH | UK2UK  | US—US |
| Top-10-Alben        | DE—DE | AT—AT | CH—CH | UK7UK  | US—US |
| Alben in den Charts | DE3DE | AT1AT | CH2CH | UK35UK | US5US |

|                       | DE    | AT    | CH    | UK     | US    |
| --------------------- | ----- | ----- | ----- | ------ | ----- |
| Nummer-eins-Singles   | DE—DE | AT—AT | CH—CH | UK1UK  | US—US |
| Top-10-Singles        | DE—DE | AT—AT | CH—CH | UK6UK  | US1US |
| Singles in den Charts | DE1DE | AT—AT | CH—CH | UK50UK | US1US |

|                          | DE    | AT    | CH    | UK    | US    |
| ------------------------ | ----- | ----- | ----- | ----- | ----- |
| Nummer-eins-Videoalben   | DE—DE | AT—AT | CH—CH | UK1UK | US—US |
| Top-10-Videoalben        | DE—DE | AT—AT | CH—CH | UK5UK | US—US |
| Videoalben in den Charts | DE—DE | AT—AT | CH—CH | UK6UK | US—US |

### Auszeichnungen für Musikverkäufe
Anmerkung: Auszeichnungen in Ländern aus den Charttabellen bzw. Chartboxen sind in ebendiesen zu finden.
| Land/RegionAuszeichnungen für Musikverkäufe (Land/Region, Auszeichnungen, Verkäufe, Quellen) | Silber     | Gold     | Platin | Verkäufe | Quellen   |
| -------------------------------------------------------------------------------------------- | ---------- | -------- | ------ | -------- | --------- |
| Vereinigtes Königreich (BPI)                                                                 | 2× Silber2 | 3× Gold3 | —      | 890.000  | bpi.co.uk |
| Insgesamt                                                                                    | 2× Silber2 | 3× Gold3 | —      |          |           |